# Мека моћ
У политици (а посебно у међународној политици), мека моћ је способност кооптирања, а не принуде (за разлику од тврде моћи). Другим речима, мека моћ укључује обликовање преференција друге стране кроз привлачност, допадљивост. Дефинишућа карактеристика меке моћи јесте да није принудна; средство меке моћи укључује културу, политичке вредности и спољну политику. Године 2012, Џозеф Нај са Универзитета Харвард објаснио је да са меком моћи „најбоља пропаганда није пропаганда“, даље објашњавајући да је током информатичког доба „кредибилитет најслабији ресурс“.
Нај је популаризовао овај термин у својој књизи из 1990. године Bound to Lead: The Changing Nature of American Power.
У овој књизи је написао: „Када једна земља натера друге земље да желе оно што она жели, може се назвати кооптивном или меком моћи у супротности са чврстом или командном моћи наређивања другима да раде оно што она желе“. Даље је развио концепт у књизи из 2004. Soft Power: The Means to Success in World Politics.

## Опис појма
Оксфордски речник енглеског језика бележи фразу „мека моћ“ (што значи „моћ (нације, државе, савеза, итд.) која произилази из економског и културног утицаја, а не из принуде или војне снаге“) из 1985. Џозеф Нај је популаризовао концепт „меке моћи“ касних 1980-их. За Наја, моћ је способност да утичете на понашање других да бисте постигли жељене резултате. Постоји неколико начина на које се то може постићи: може се принудити друге претњама; може их се подстаћи плаћањем; или их неко може привући и кооптирати да желе оно што жели. Ова мека моћ – навести друге да желе резултате које неко жели – кооптира људе, а не приморава их.
Мека моћ је у супротности са тврдом моћи - употребом принуде и плаћања. Меку моћ могу имати не само државе, већ и сви актери у међународној политици, као што су невладине организације или међународне институције. Неки га такође сматрају примером „другог лица моћи“ које индиректно омогућава некоме да постигне жељене резултате. Мека моћ једне земље, према Нају, почива на три ресурса: „њеној култури (на местима где је привлачна другима), њеним политичким вредностима (када им одговара у земљи и иностранству) и њеној спољној политици (када други их виде као легитимне и имају морални ауторитет).“
Ресурси меке моћи су средства која стварају привлачност, што често доводи до пристанка. Нај тврди да је „Завођење увек ефикасније од принуде, а многе вредности попут демократије, људских права и индивидуалних могућности су дубоко заводљиве“. Ангело Кодевила је приметио да је суштински аспект меке моћи који се често занемарује то што различите делове популације привлаче или одбијају различите ствари, идеје, слике или изгледи. Мека моћ је отежана када политике, култура или вредности одбијају друге уместо да их привлаче.
У својој књизи, Нај тврди да је мека моћ тежи инструмент за владање него чврста моћ из два разлога: многи њени критични ресурси су ван контроле влада, а мека моћ тежи да „ради индиректно обликујући окружење за политике, а понекад су потребне године да се произведу жељени резултати“. Књига идентификује три широке категорије меке моћи: „култура“, „политичке вредности“ и „политике“.
У The Future of Power (2011), Нај понавља да је мека моћ дескриптиван, а не нормативни концепт. Због тога се мека моћ може користити у зле сврхе. „Хитлер, Стаљин и Мао су сви поседовали велику меку моћ у очима својих помоћника, али то их није учинило добрим. Није нужно боље извртати умове него извртати руке.“ Нај такође тврди да мека моћ није у супротности са теоријом међународних односа реализма. „Мека моћ није облик идеализма или либерализма. То је једноставно облик моћи, један од начина за постизање жељених резултата.“

## Ограничења концепта
Меку моћ су критиковали као неефикасну аутори као што је Ниал Фергусон у предговору за Колос. Неореалистички и други рационалистички и неорационалистички аутори (са изузетком Стивена Волта) одбацују концепт меке моћи јер тврде да актери у међународним односима одговарају само на две врсте подстицаја: економске подстицаје и силу.
Као концепт, може бити тешко разликовати меку моћ од тврде моћи. На пример, Џенис Бијали Метерн тврди да је употреба фразе од стране Џорџа В. Буша „или сте са нама или са терористима“ у ствари била примена тешке моћи. Иако војна и економска сила није коришћена за притисак на друге државе да се придруже њеној коалицији, коришћена је нека врста силе – репрезентативна сила. Ова врста силе угрожава идентитет својих партнера, присиљавајући их да се повинују или ризикују да буду етикетирани као зли. Будући да је то случај, мека моћ стога није тако мека.
Неки истраживачи су тврдили да силе у успону, попут Кине, стварају нове приступе мекој моћи, користећи је одбрамбено.
Поред тога, други су тврдили да је потребно посветити више пажње лоцирању и разумевању како покушаји актера да користе меку моћ могу да се обрубе, доводећи до оштећења или губитка репутације, или онога што се назива „меко обесправљење“.

## Мерење
Први покушај мерења меке моћи путем композитног индекса направили су и објавили Институт за владу и медијска компанија Monocle 2010. ИфГ-Моноцле Софт Повер Индек комбинује низ статистичких метрика и субјективних резултата панела за мерење ресурса меке моћи у 26 земаља. Показатељи су организовани према оквиру од пет подиндекса укључујући културу, дипломатију, образовање, бизнис/иновације и владу. За индекс се каже да мери ресурсе меке моћи земаља и не преводи директно у утицај на способност. Monocle је од тада објавио годишњу анкету о мекој моћи. Од 2016/17. године, листа се израчунава коришћењем око 50 фактора који указују на употребу меке моћи, укључујући број културних мисија (првенствено школа језика), олимпијске медаље, квалитет архитектуре земље и пословне брендове.
The Soft Power 30 који укључује предговор Џозефа Наја, је ранг листа меке моћи земаља коју је направила и објавила медијска компанија Портланд 2015. Рангирање се заснива на „квалитету политичких институција једне земље, степену њихове културне привлачности, снази њихове дипломатске мреже, глобалној репутацији њиховог система високог образовања, атрактивности њиховог економског модела и дигиталном ангажману земље у свет."
Успех меке моћи у великој мери зависи од репутације актера у међународној заједници, као и од протока информација између актера. Стога се мека моћ често повезује са успоном глобализације и неолибералном теоријом међународних односа. Популарна култура и масовни медији се редовно идентификују као извор меке моћи, као и ширење националног језика или одређеног скупа нормативних структура. Тачније, међународне вести су биле кључне за обликовање имиџа и угледа страних земаља. Велика истакнутост САД у међународним вестима, на пример, повезана је са њиховом меком моћи.
| Ранк | Држава               |
| ---- | -------------------- |
| 1    | Сједињене Државе     |
| 2    | Уједињено Краљевство |
| 3    | Немачка              |
| 4    | Кина                 |
| 5    | Јапан                |
| 6    | Француска            |
| 7    | Канада               |
| 8    | Швајцарска           |
| 9    | Русија               |
| 10   | Италија              |

| Ранк | Држава               |
| ---- | -------------------- |
| 1    | Сједињене Државе     |
| 2    | Француска            |
| 3    | Немачка              |
| 4    | Јапан                |
| 5    | Уједињено Краљевство |
| 6    | Швајцарска           |
| 7    | Италија              |
| 8    | Јужна Кореја         |
| 9    | Шпанија              |
| 10   | Кина                 |

| Ранк | Држава               |
| ---- | -------------------- |
| 1    | Сједињене Државе     |
| 2    | Данска               |
| 3    | Француска            |
| 4    | Јужна Кореја         |
| 5    | Швајцарска           |
| 6    | Јапан                |
| 7    | Немачка              |
| 8    | Уједињено Краљевство |
| 9    | Италија              |
| 10   | Украјина             |

| Ранк | Држава               |
| ---- | -------------------- |
| 1    | Француска            |
| 2    | Уједињено Краљевство |
| 3    | Немачка              |
| 4    | Шведска              |
| 5    | Сједињене Државе     |
| 6    | Швајцарска           |
| 7    | Канада               |
| 8    | Јапан                |
| 9    | Аустралија           |
| 10   | Холандија            |

## Истраживања
Академици су се укључили у неколико дебата око меке моћи. Ово укључује:
- Корисност меке моћи
- Како мека и тврда моћ међусобно делују
- Да ли мека моћ може бити принудна или манипулативна
- Како функционише однос између структуре и агенције
- Да ли се јавља меко балансирање
- Мека моћ и нормативна моћ у Европи
- Како грађански отпор (односно ненасилни облици отпора) често може укључивати одређене употребе меке моћи, али остаје посебан концепт

## Примери

### Широм света
Совјетски Савез се такмичио са САД за глобални утицај током Хладног рата. Совјети су били ангажовани у широкој кампањи да убеде свет у привлачност свог комунистичког система. Године 1945. Совјетски Савез је био веома ефикасан у привлачењу многих у Европи од отпора Хитлеру, као иу колонизованим областима широм света због свог противљења европском империјализму. Совјети су такође користили значајно велики програм јавне дипломатије који је укључивао: промовисање њихове високе културе, емитовање, ширење информација о Западу и спонзорисање нуклеарних протеста, мировних покрета и омладинских организација. Упркос свему овоме, затворени систем Совјета и недостатак популарне културе ометали су способност Совјетског Савеза да се такмичи са САД у смислу меке моћи.
Бројне недемократске владе покушале су да искористе миграцију као инструмент меке моћи: Египат је под владавином Гамала Абдела Насера обучио и послао хиљаде наставника широм арапског света у настојању да шири идеје антиколонијализма и анти-ционизма. На Куби, програм медицинског интернационализма режима Фидела Кастра послао је хиљаде медицинских професионалаца у иностранство у сврхе културне дипломатије. Конфучијеви институти широм света које спонзоришу Кинези ослањају се на кинеске наставнике како би ојачали меку моћ земље у иностранству. У скорије време, турска миграциона дипломатија укључује спонзорисање краткорочне емиграције имама широм Европе и Северне Америке.
Након што је папа Јован Павле II посетио Пољску 1979. године, неки политички коментатори су рекли да је његова посета утицала на догађаје против пољске комунистичке владе, Совјетског Савеза и коначно комунизма, који је промовисао атеизам.
Поред папине посете, емитовање и пропаганда америчке владе у совјетској окупираној Европи, посебно у Пољској, допринели су успону покрета солидарности и колапсу влада које је подржавао Совјетски Савез тамо и у остатку савеза Варшавског пакта.
Сједињене Државе и Европа су стално биле извори утицаја и меке моћи. Уметност, књижевност, музика, дизајн, мода, па чак и храна европске културе већ неко време су глобални магнети. Европа и САД често су тврдиле да подржавају људска права и међународно право широм света. Европска унија је 2012. године добила Нобелову награду за мир „више од шест деценија [она је] доприносила унапређењу мира и помирења, демократије и људских права у Европи“. У 2019, САД имају другу највећу дипломатску мрежу на свету, највећи број страних новинара са седиштем у земљи, и најпопуларнија је дестинација за међународне студенте. Амерички филмови, телевизија, музика, реклама, мода, храна, економски модели, политичка култура и књижевност допринели су американизацији других култура.
Азија и однедавно Кина раде на томе да искористе потенцијална средства меке моћи која су присутна у дивљењу њиховим древним културама, уметностима, моди и кухињи. Кина се представља као бранилац националног суверенитета, што је постало проблем након ваздушне кампање НАТО -а за свргавање пуковника Моамера Гадафија и подршке НАТО-а побуњеницима у Либији. Кинези се такође такмиче са Сједињеним Државама како би стекли утицај широм јужног Пацифика, међутим неки коментатори кажу да је њихова недавна асертивност у овом региону створила апел за нације у овом региону да се ускладе са САД и тако повећају меку моћ САД у овом региону. области.
Мека моћ се протеже изван рада влада држава и обхвата активности приватног сектора и на друштво и културу у целини. Мека моћ је стекла већи утицај јер се бави основним расположењима људи који су све активнији у својим владама. Ово важи чак иу ауторитарним земљама у којима људи и институције све више могу да обликују дебату.
Информационо доба је такође довело до пораста ресурса меке моћи за недржавне актере, првенствено кроз коришћење глобалних медија, а у већој мери и интернета користећи алате као што је Веб, недржавни актери су способни да повећају своју меку моћ и изврше притисак на владе који на крају могу утицати на резултате политике. Уместо посредних организација, недржавни актери могу да створе организације за сајбер заступање да регрутују чланове и пројектују њихов глас на глобалној сцени.

### Грчка
Грчка је имала дугу историју културних баријера широм Азије, Европе и Африке. Ширење хеленске културе широм Азије, Европе и Африке показује колики је утицај античке Грчке био на интерконтиненталном нивоу.
Порекло многих научних, филозофских и математичких достигнућа, као што су тригонометрија, астрономија, алгебра, геометрија, логика, инжењеринг, вероватноћа, биологија и рачун, може се приписати старој Грчкој и чини неки од фактора који стоје иза његовог широко распрострањеног утицаја. Као такви, ови налази су раширени широм Азије и Запада захваљујући преводима које су дали исламски математичари.

### Индија
Индија има дугу историју културног дијалога са многим регионима света, посебно унутар Азије, где се њен културни утицај проширио кроз филозофију религија као што су хиндуизам, џаинизам, будизам, сикизам, итд. – посебно у источној и југоисточној Азији. Индијска култура се проширила на стране земље преко лутајућих трговаца, филозофа, миграција, а не кроз освајања.
Развој система нумерисања, концепта нуле, логике, геометрије, тригонометрије, основне алгебре, вероватноће, астрономије итд, лежи у Древној Индији.
У последње време индијска кинематографија је играла велику улогу у ширењу индијске културе широм света. Индијска кинематографија превазишла је своје границе из времена филма Аваара, великог хита у Русији. Боливудски филмови се гледају у централној и западној Азији. Индијски филмови су такође нашли публику у источним друштвима и сада постају све популарнији у западном друштву, са боливудским фестивалима који се одржавају у бројним градовима и боливудским плесним групама које наступају на прославама Нове године, третман који други не -Енглеска филмска индустрија углавном не добија.
Популарност староиндијске школе јоге широм света је још један пример меке моћи Индије у савременом свету. Индијски коментатор Харшил Мехта је написао да Рамајана, древни санскритски еп, може призвати културну и цивилизацијску везу Индије са другим азијским земљама; стога се може користити као мека снага.
Од независности, Индија је повратила своје напредније школе мишљења, као што су демократија, секуларизам, владавина закона, поштовање људских права, рационално дедуктивно резоновање, развој науке и технологије, итд. модерна индијска психа. Разноликост Индије приморава је да развије снажне темеље толеранције и плурализма или да се суочи са распадом. Индијска јавност сада такође прихвата модерне западњачке утицаје у свом друштву и медијима – а оно што се појављује је спајање њене прошле локалне културе са новом западњачком културом („Друштвена глобализација“). За неке футуристичке друштвене мислиоце, мешање разнолике древне културе са модерношћу, духовности са науком/технологијом, источњачког и западног погледа на свет потенцијално чини Индију друштвеном лабораторијом за еволуцију футуристичке свести о глобалном јединству.

### Кина
Кинеска традиционална култура била је извор привлачности, на основу чега је створила неколико стотина Конфучијевих института широм света за подучавање свог језика и културе. Упис страних студената у Кини порастао је са 36.000 деценију раније на најмање 240.000 у 2010. Кина је најпопуларнија земља у Азији за међународне студенте, водећа глобална дестинација за англофоне афричке студенте  и друга најпопуларнија образовна моћница у свету. Кинеска Азијска банка за инфраструктурне инвестиције привукла је многе западне земље да се придруже. Кина има највећу дипломатску мрежу на свету, престигавши САД 2019. Пружање кинеске медицинске помоћи током пандемије ковида 19 названо је „дипломатијом маске за лице“.
Кина је рангирана на 2. од 20 нација у Извештају о глобалном присуству Елкано за 2018. од стране Краљевског института Елкано и на 27. месту од 30 нација у индексу Софт Повер 30 за 2018. и 2019. који су објавили Портланд Цоммуницатионс и УСЦ Центар за јавну дипломатију. Према индексу, Кина је „културни великан“, јер је рангирана на 8. у категорији Култура и на 10. у категорији Ангажман.
Коришћењем ГОНГО-а (иначе познатих као невладина организација коју организује влада), Кина остварује меку моћ кроз страну помоћ и развој у Африци. Кина је уложила систематске напоре да прошири и пружи већи профил својој политици меке моћи у Африци још од првог Форума о кинеско-афричкој сарадњи 2000. године. Обавезе кинеске меке моћи крећу се од здравствене, хуманитарне помоћи до академске, професионалне и културне размене.
Штавише, постоји све већа подршка програмима културних посетилаца који су добили замах 2004. године када је успостављен Програм афричких културних посетилаца. Све је већи број афричких предузетника који одлучују да се преселе у Кину, а такође постоје и заједнице дијаспоре у многим кинеским градовима које су пронађене.
Изван Африке, кинеска мека моћ се протеже и на земље попут Барбадоса. Премијер Барбадоса Дејвид Томпсон изразио је дивљење кинеском економском моделу и настојао да опонаша начин на који су банке које контролише кинеска држава усмеравале развој. Кинеска мека моћ у земљама Блиског истока се шири од почетка миленијума и укључује многе напоре у областима образовања, новинарства и популарне културе. Један од најутицајнијих кинеских алата меке моћи према арапском свету је15 Институа Конфуције широм региона.

### Француска
Француска је држава у Европи и једна од сталних чланица Савета безбедности УН. Дуго је испољавао велику количину меке моћи. Земља и њена култура су вековима били предмет дивљења у многим деловима света; толико да је Томас Џеферсон познат по речима „Сваки човек има две земље, своју и Француску“. Француска је 2019. имала трећу највећу дипломатску мрежу на свету.
Француска је била централна тачка доба просветитељства; њена везаност за идеале слободе, једнакости, толеранције и разума била је посебно оличена у писању и објављивању Енциклопедије. Француска револуција је била један од најзначајнијих догађаја у европској и светској историји. Француска је од тада била кључна у ширењу републиканских идеала. Наполеонов кодекс, који је утицао на велики део остатка Европе и шире, сматра се једним од најважнијих правних докумената модерне ере.
Француски језик је вековима био важан дипломатски језик. На пример, француски језик мора да се користи – упоредо са енглеским – за све документе које издају Уједињене нације, обезбеђујући да су сви уговори УН подједнако важећи у верзијама на енглеском и француском језику.
Француска такође деценијама води веома активну дипломатску и културну политику. Већ 1883. године створена је Алијанса франсез, чији је циљ промовисање француског језика и француске културе У Моноцлеовом извештају „Мека снага 30“ из 2015. године, Француска је рангирана на првом месту у критеријумима „ангажовања“, чији је циљ да измери „домет дипломатске мреже држава и њихову посвећеност великим изазовима као што су развој и животна средина“. Монокл је даље приметио да је „у смислу утицаја, Француска најбоља умрежена држава на свету и да је чланица више мултилатералних организација од било које друге земље“. Све у свему, Француска је заузела четврто место у тој студији.
Секуларизам у Француској је временом инспирисао неке земље. На пример, Француска је била Ататурков главни узор за вестернизацију као део великих реформских напора које је он предводио док је био председник Турске.
Француска, а посебно Париз, се дуго сматрало једним од најромантичнијих места. Француска је 2014. године била најпосећенија земља на свету.

### Немачка
Годишње рангирање меке моћи магазина Монокл и Института за владу рангира 30 земаља које „најбоље привлаче наклоност других нација кроз културу, спорт, кухињу, дизајн, дипломатију и шире“. Магазин Монокл је рекао: „Меркелова је можда приказана као строги надзорник, али изгледа да има мекшу страну, или је земља коју води има. У њему се наводи да успон Немачке као меке силе не би требало да буде изненађење. „Земља је традиционално одлична у остваривању својих идеја, вредности и циљева користећи дипломатска, културна и економска средства“, наводи се у саопштењу. „Тихо радећи једноставне ствари добро, то је земља која је постала глобална сила и ми остали можемо да се осећамо пријатно у томе. Немци су, разумљиво, били опрезни када су у питању приказивање доминантне слике у иностранству, додаје часопис, али се наводи да успон земље не би требало да изазове нелагодност код свих осталих. Немачка је 2017. имала осму највећу дипломатску мрежу на свету.

### Италија
Чувени елементи италијанске меке културе су њена уметност, музика, мода, дизајн и култна храна. Италија је била родно место опере, и генерацијама је језик опере био италијански, без обзира на националност композитора. Популарни укуси драме у Италији дуго су фаворизовали комедију; импровизациони стил познат као Комедија дел арте почео је у Италији средином 16. века и изводи се и данас. Пре извоза у Француску и Русију, чувена балетска и оперска уметност настала је и у Италији. Земља се може похвалити неколико светски познатих градова. Рим је био древна престоница Римског царства и седиште папе католичке цркве. Рим се генерално сматра „колевком западне цивилизације и хришћанске културе“. Фиренца је била срце ренесансе, периода великих достигнућа у уметности која је окончала мрачни век. Други важни градови укључују Торино, који је некада био главни град Италије, а сада је један од највећих светских центара аутомобилског инжењеринга . Милано је модна престоница света. Венеција, са својим замршеним системом канала и древном историјом поморства, привлачи туристе из целог света, посебно током венецијанског карневала и Бијенала . Италија је дом највећег броја места светске баштине Унеска (51) до сада, а према једној процени у земљи се налази половина великог светског уметничког блага. Нација укупно има око 100.000 споменика било које врсте (цркве, катедрале, археолошка налазишта, куће и статуе).
Италија се сматра родним местом западне цивилизације и културном суперсилом. Италија је 2019. имала девету највећу дипломатску мрежу на свету.

### Јапан
Кул Јапан је концепт скован 2002 . године као израз јапанске популарне културе . Концепт је усвојила јапанска влада, као и трговинска тела која желе да искористе комерцијални капитал културне индустрије земље. Описана је као облик меке моћи, „способност да се индиректно утиче на понашање или интересе кроз културна или идеолошка средства“. У чланку из 2002. у часопису Форинг Полиси под насловом „Japan's Gross National Cool“, Даглас Макгреј је писао о Јапану који „поновно измишља суперсилу“ пошто се његов културни утицај ширио на међународном нивоу упркос економским и политичким проблемима „изгубљене деценије“. Испитујући културу младих и улогу џеј-попа, манге, анимеа, видео игара, моде, филма, потрошачке електронике, архитектуре и кухиње, Макгреј је истакао значајну меку моћ Јапана, постављајући питање какву поруку земља може да пренесе. Он је такође тврдио да је рецесија Јапана можда чак и подстакла његову националну хладноћу, због делимичне дискредитације некадашњих ригидних друштвених хијерархија и каријера великих предузећа. Јапан је 2017. године имао пету највећу дипломатску мрежу на свету. Аниме, манга и јапански филмови сматрају се меком моћи. Данас је култура Јапана једна од најутицајнијих култура широм света, углавном због глобалног домета популарне културе.

### Русија
Русија је развијала своју меку моћ улагањем у различите инструменте јавне дипломатије током 2000-их али је термин први пут употребљен у званичном документу 2010. године када је председник Медведев одобрио Додатак националном концепту спољне политике. Термин није дефинисан, али је описан као везан за културну дипломатију. 2013. године, термин се појавио у новој верзији Концепта спољне политике где је мека моћ дефинисана као „свеобухватан алат за постизање спољнополитичких циљева који се заснива на потенцијалу цивилног друштва, информацијама, културним и другим методама и технологијама које су алтернативне традиционалној дипломатији." Руски председник Владимир Путин је 2007. године проглашен за временску личност године . 2013. године проглашен је за најмоћнију личност од стране часописа Форбс. Током 2015. Русија је предводила стварање Евроазијске економске уније. Русија је 2017. имала четврту највећу дипломатску мрежу на свету. Након тровања Сергеја и Јулије Скрипал 2018. године, Би-Би-Си је известио да „Његова широка дипломатска мрежа одражава и њену империјску историју као велике силе у 19. веку, као и њено хладноратовско држање. Има мноштво положаја у источној Европи и бившим комунистичким савезницима, укључујући Кину, Вијетнам, Кубу и Анголу, као и наслеђе бившег СССР-а у Африци и Азији. Величина њене мреже одражава обим њене несмањене глобалне амбиције.“

### Јужна Кореја
„Хаљу“, такође познат као „Корејски талас“, је неологизам који се односи на ширење јужнокорејске културе од касних 1990-их. Према репортеру Вашингтон поста, ширење јужнокорејске забаве довело је до веће продаје других добара и услуга као што су храна, одећа и часови корејског језика. Поред повећања количине извоза, Корејски талас влада користи као средство меке моћи да се ангажује са масама младих широм света, и да покуша да смањи антикорејско расположење.
У 2012. години, Би-Би-Си-јева анкета о рејтингу земље открила је да се јавно мњење Јужне Кореје побољшава сваке године од када је спроведена прва анкета о рејтингу земље 2009. године. У неколико земаља као што су Русија, Индија, Кина и Француска, јавно мњење Јужне Кореје се из благо негативног претворило у генерално позитивно. У извештају се наводи култура и традиција као међу најважнијим факторима који доприносе позитивној перцепцији Јужне Кореје. Ово долази упоредо са брзим растом укупне вредности културног извоза који је порастао на 4,2 милијарде долара у 201.
Прво подстакнут ширењем корејских драма емитованих на телевизији широм источне, јужне и југоисточне Азије током својих почетних фаза, Корејски талас је еволуирао од регионалног развоја у глобални феномен због ширења корејских поп (К-поп) музичких спотова на ЈуТјубу. Развијен далеко изван ЈуТјуб-а, најуспешнији К-поп бенд, БТС, вредан је 5 милијарди долара, стварајући импресивне приходе за Јужну Кореју. Тренутно се ширење Корејског таласа на друге регионе света највидљивије види међу тинејџерима и младим одраслима у Латинској Америци, Блиском истоку, северној Африци и имигрантским енклавама западног света.

### Велика Британија
Од 1814–1914. века Пакс Британика спољни односи Уједињеног Краљевства су имали значајну компоненту меке моћи. Остаје једна од најутицајнијих земаља у свету, која је прва у Портланд групи за 2018. и 2015, Цомрес, Фејсбук извештају, и Моноцле истраживању глобалне меке моћи 2012.
Велика Британија има јаке дипломатске односе са земљама широм света, посебно са земљама у Заједници нација и многим другим у Европи, Азији, Блиском истоку, Африци и Сједињеним Државама. Дипломатске мисије између земаља Комонвелта познате су као Високе комисије, а не као амбасаде да би указале на блискост односа. УК врши утицај на земље унутар Европске уније, и има једанаесту највећу глобалну мрежу дипломатских мисија од 2019. Многе земље широм света користе британски облик демократије и владавине познат као Вестминстерски систем.
Утицај британских достигнућа у науци, технологији и инжењерству имао је широко распрострањен ефекат у свету. Концепт индустријализације, физика, гравитација, оптика, хемија, биологија, математика итд. су измишљени у Великој Британији и пренети широм света.
Утицај британске културе и спорта је широко распрострањен и слављен током периода британске инвазије, хладне Британије и дијамантског и платинастог јубилеја Елизабете II. Лондон је био први град који је три пута био домаћин модерних Олимпијских игара. На Летњим олимпијским играма 2012. церемоније отварања и затварања славиле су британску културу и достигнућа са светом. ВЕЛИКА кампања 2012. била је један од најамбициознијих националних промотивних напора које је икада предузела нека нација. Планирано је да се максимално искористи светска пажња на Летњим олимпијским играма у Лондону. Циљеви су били да се британска култура учини видљивијом како би се стимулисала трговина, инвестиције и туризам. Влада је сарађивала са кључним лидерима у култури, бизнису, дипломатији и образовању. Кампања је ујединила многе теме и циљеве, укључујући пословне састанке; научне конвенције; трговци рекреативним возилима; паркови и кампови; конгресни бирои и бирои за посетиоце; хотели; гостионице за ноћење и доручак; казина; и хотели.
Британски медији се емитују на међународном нивоу, посебно Би-Би-Си ворлд сервис, Би-Би-Си ворлд њуз и The Economist магазин. Британски филм и књижевност имају међународну привлачност, а британско позориште помаже да Лондон постане један од најпосећенијих градова на свету. Школе и универзитети у Британији су популарна одредишта за студенте других нација и образовали су многе актуелне светске лидере.
Уз енглески језик, енглеско уговорно право је најважније и најчешће коришћено уговорно право у међународном пословању. Лондон је седиште за четири од шест највећих светских адвокатских фирми, и  четири велике фирме у сфери рачуноводства и услуга. Велика Британија, а тачније Лондон је центар међународних финансија где страни учесници на финансијским тржиштима долазе да се баве једни другима. То је седиште великих међународних корпорација, од којих многе бирају да буду котиране на Лондонској берзи.
Након тровања Сергеја и Јулије Скрипал 2018, Велика Британија је одговорила билатералним и мултилатералним дипломатским напорима који су довели до тога да су државе широм света протерале сто педесет руских дипломата, што је ЦНН описао као „изванредан дипломатски удар за Британију“. Британска премијерка Тереза Меј изјавила је у парламенту да је координисани глобални одговор „највеће колективно протеривање руских обавештајних службеника у историји”.

### Америка
Спољни односи Сједињених Држава дуго су имали велику меку моћ. Примери утицаја укључују четири слободе Френклина Д. Рузвелта у Европи да мотивише савезнике у Другом светском рату; људи иза гвоздене завесе слушају владину страну пропаганду Радио Слободна Европа ; новоослобођени Авганистанци 2001. траже копију Повеље о правима и млади Иранци који данас кришом гледају забрањене америчке видео снимке и сателитске телевизијске емисије у приватности својих домова. Рана посвећеност Америке верској толеранцији, на пример, била је снажан елемент њене свеукупне привлачности потенцијалним имигрантима; а америчка помоћ у реконструкцији Европе после Другог светског рата била је пропагандна победа да се покаже просперитет и великодушност народа Сједињених Држава.
Америчка култура је деценијама прихваћена широм света. Због статуса америчке суперсиле, америчка култура се често сматра „хегемонистичком“. Америчка доминација и популаризација америчких медија у великој мери су допринели да енглески језик (посебно амерички енглески) постане глобални лингуа франка. Америчка музика је имала велики утицај на развој музике широм света. Америчка архитектура и урбано планирање, америчка политичка и економска филозофија и амерички филм и телевизија одиграли су снажну улогу у обликовању и западне и незападне културе. Америчка кухиња, модни трендови, књижевност, позориште и плес такође су увелико утицали на глобалну културу модерне ере, као и на разне субкултуре рођене у Сједињеним Америчким Државама, као што су хипи, хип-хоп, панк рок, рокенрол, гризер, гранџ и битник покрети (између осталих) утицали су на мејнстрим културу 20. и 21. века. Америчке технолошке и друштвене компаније држе монопол над светским дигиталним простором.
Студије о америчком емитовању у совјетском блоку и сведочења чешког председника Вацлава Хавела, пољског председника Леха Валенсе и руског председника Бориса Јељцина потврђују да су напори Сједињених Америчких Држава и њихових савезника за време Хладног рата били на крају успешни у стварању повољне услови који су довели до распада Совјетског Савеза.